# Rimini Football Club
Il Rimini Football Club, meglio noto come Rimini, è una società calcistica italiana con sede nella città di Rimini. Milita in Serie C, la terza divisione del campionato italiano.
Fondato per la prima volta nel 1912, ha conosciuto varie rifondazioni, di cui l'ultima nel 2016 sulle ceneri del precedente Rimini Calcio Football Club e dell'Associazione Calcio Rimini 1912. Vanta come miglior successo della sua storia la partecipazione a nove campionati di Serie B, ove il miglior risultato conseguito è costituito da un quinto posto nella stagione 2006-2007. Nel suo palmarès figurano una Supercoppa di Lega di Serie C, vinta nel 2005, e una Coppa Italia Serie C, vinta nel 2024-2025. Nuovo Presidente 2025/26 : Espedito . 

## Storia

### Dagli albori alla Serie B
Il football a Rimini arriva nel 1909, anno in cui alcuni atleti, provenienti dalla polisportiva Unione Sportiva Libertas Rimini, diedero vita al primo club calcistico cittadino, la Pro Rimini.
Nel 1912, tuttavia, la Pro Rimini cessa di esistere e nasce così la prima incarnazione del Rimini all'interno della Polisportiva Libertas. La nuova società diventa poi indipendente nel 1916 come Rimini Football Club.
La maglia è a scacchi biancoverdi e la prima partita viene giocata il 12 marzo 1916 contro la Vis Pesaro (risultato 1-0; nel ritorno 2-2). Nel 1920 si torna sotto la Libertas, ma cambiano i colori, che diventano biancorossi.
Nella sfida con la Renato Serra appaiono per la prima volta le maglie a quarti contrapposti bianco-rossi. Si gioca a livello regionale ma con il passare degli anni il calcio a Rimini diventa sempre più diffuso fino a richiamare allenatori anche a carattere nazionale e i primi giocatori non riminesi.
Nella stagione 1938-1939, a causa di un forte passivo economico, la Libertas non si iscrive al campionato di Serie C. Tramite fusione con la società del Dopolavoro Ferroviario di Rimini (D.L.F.) viene almeno ammessa a disputare il torneo di Prima Divisione e col 3º posto conquistato a fine stagione, ritorna subito in C. Nel 1939-1940 cede la mano all'appena costituita Rimini Calcio, che inizia così la sua storia. Si passa attraverso la guerra poi la lenta ripresa del Paese che coinvolge anche il calcio.

I riminesi in posa dopo il raggiungimento, nel 1976, della loro prima e storica promozione tra i cadetti

Il Rimini nel 1947-1948 vince il girone romagnolo del campionato di Serie C davanti al Cesena, ma il regolamento di quell'annata non prevedeva promozioni a causa della riforma della categoria. Il Rimini entra però comunque a far parte della Lega Calcio, lasciata nel 1951 quando la squadra retrocede nel campionato di Promozione.
Passano sei anni e il Rimini si trova in IV Serie (1957-1958), poi nel 1958-1959 i biancorossi si piazzano al secondo posto dietro la Vis Pesaro. L'ennesima riforma stavolta premia il Rimini che viene ripescato in Serie C. E qui comincia una lunga permanenza in terza serie fino alla stagione 1973-1974, quando Gilberto Gaspari assume la presidenza della società.

### La prima promozione in Serie B
Gaspari promette la Serie B in tre anni e per le prime due stagioni la promozione sfugge per un soffio: secondo posto dietro la Sambenedettese nel 1973-1974 e dietro il Modena per due punti nel 1974-1975. La promessa è mantenuta l'anno successivo quando il Rimini, allenato da Cesare Meucci, conquista la Serie B.
I biancorossi vi restano per tre stagioni durante le quali si siedono sulla panchina allenatori come Helenio Herrera, nella stagione 1978-1979 subentrando a stagione in corso all'esonerato Giorgio Sereni, e Osvaldo Bagnoli.
In Serie C1 il Rimini resta un solo anno, perché con Maurizio Bruno alla guida e con giocatori in campo come Mariani, Franceschelli e Sartori è di nuovo Serie B dopo un appassionante duello con il Forlì. Il presidente era Dino Cappelli, che restò in carica per sette anni, dal 1979 al 1985 e dal 1987 al 1988, e lanciò in panchina Arrigo Sacchi.

Nello Saltutti in rovesciata contro il Milan nel torneo di Serie B 1980-1981

Nel 1980-1981 il Rimini vive un'annata storica, ottenendo uno dei suoi migliori piazzamenti conquistando con 36 punti il nono posto in campionato, nel quale riesce anche a fermare il Milan allo stadio Romeo Neri per 2-2.
Al termine dell'anno successivo furono sempre 36 i punti conquistati, ma non furono sufficienti per raggiungere la salvezza, con il Rimini retrocesso a causa di una sfavorevole classifica avulsa nei confronti di Foggia, Pistoiese e Cavese.

### Dalla caduta alla risalita
I biancorossi scendono in Serie C1 dove rimangono per 7 stagioni. Durante questi anni tornano a sfiorare la promozione, fino alla stagione 1988-1989 quando il Rimini arriva all'ultimo posto in classifica, frutto di 3 sole vittorie in tutto il campionato. La squadra resterà poi in Serie C2 per 14 stagioni consecutive. Nella stagione 1992-1993 la squadra, guidata in panchina da Vittorio Spimi e trascinata dai calciatori Gespi, Doni e Visentin, lottò per la promozione chiudendo il campionato al terzo posto. Nel 1994 il club del presidente Orfeo Bottega viene messo in liquidazione, ma viene acquistato all'asta fallimentare da un gruppo capeggiato dalla Cocif di Vincenzo Bellavista. Nella stagione 1997-1998, con Mauro Melotti in panchina, la squadra dà vita a un combattuto duello con la SPAL, culminato col primo posto dei ferraresi e con l'eliminazione nella semifinale i play-off, grazie alla rete di Chiappara che qualificò lo Spezia nel finale della gara di ritorno. Nel campionato 1999-2000 la promozione sfuma prima a favore della Torres, a causa della sconfitta casalinga subita col Castel San Pietro, e poi nella finale play-off (l'11 giugno 2000) con la Vis Pesaro, giocata sul neutro di Arezzo.

Arrigo Sacchi, due stagioni al Rimini negli anni ottanta

Da qui la lenta ripresa del Rimini fino alla riconquista della vetta della classifica ottenuta alla fine dell'anno solare 2000, con allenatore Claudio Maselli e con giocatori come Maurizio Neri, Claudio Clementi, Luigi Consonni e Alessio Ballanti. All'inizio del girone di ritorno il Rimini perse via via contatto con il Chieti capolista e poi con il Lanciano. In primavera il Rimini recupera fino ad arrivare in testa con due punti di vantaggio sul Lanciano (sconfitto nel recupero dalla Rondinella) a tre partite dal termine del campionato. Poi, a causa della sconfitta in casa col Prato alla terzultima di campionato, il Rimini perde definitivamente la vetta della classifica.
Nel campionato 2001-2002 il Rimini sfiora la promozione in Serie C1 per il quinto anno consecutivo. Il Rimini totalizza 65 punti, sufficienti per disputare i play-off, in cui deve affrontare la Sambenedettese. Nella gara di andata allo stadio Riviera delle Palme pareggia per 2-2 con i gol di Bordacconi e Luconi, ma una settimana più tardi al Romeo Neri festeggiano gli avversari, grazie al gol rossoblù di De Amicis.
Nell'estate del 2002 arriva sulla panchina biancorossa l'umbro Leonardo Acori. La squadra parte a ritmo lento, ma dalla settima giornata, conquistando una storica vittoria allo Artemio Franchi con la nuova Fiorentina grazie a una doppietta di Di Nicola, il Rimini inizia a ottenere risultati migliori. Il girone d'andata del campionato sarà caratterizzato da un testa a testa con la squadra viola. Nel girone di ritorno, a fine febbraio, la Florentia Viola (questa la denominazione ufficiale di quell'anno) si presenta allo stadio Romeo Neri sotto di due punti, ma vince per 2-0 e sorpassa il Rimini in classifica. La squadra di Acori non riuscirà più a riprendere la vetta, ma mantiene il secondo posto, che vale la sesta partecipazione consecutiva ai play-off. Questa volta il Rimini incontra il Grosseto in semifinale e il Gubbio in finale. Con quest'ultimo ottiene prima una vittoria in trasferta per 1-0 grazie al rigore di Bordacconi, e poi un pareggio per 0-0 in casa che vale il ritorno in Serie C1 dopo 14 anni.
Il Rimini affronta il primo campionato di C1 con la squadra quasi completamente confermata. La squadra parte a rilento con 9 punti in 9 giornate, ma alla decima giornata ottiene la vittoria nel derby con il Cesena, dopo 40 anni dalla precedente. Progressivamente i biancorossi ottengono migliori risultati, fino a ottenere il quarto posto finale e l'ammissione ai play-off. In semifinale incontrano proprio il Cesena con cui prima pareggiano per 1-1 in casa, e poi perdono per 2-0 il ritorno allo stadio Dino Manuzzi con le reti di Peccarisi e Cavalli.
.
L'anno successivo il Rimini, sempre con alla guida Leonardo Acori, riesce a vincere il campionato e a riconquistare la Serie B. Tra i protagonisti di questa stagione ci sono il capocannoniere Zlatan Muslimović e il capitano Adrián Ricchiuti, che con il resto della rosa riescono a distaccare l'Avellino e il Napoli fino al termine del campionato. Al termine della stessa stagione 2004-2005 vince la Supercoppa di Serie C, battendo in casa la Cremonese per 5-2 e vincendo in trasferta per 4-2.

### Il ritorno in Serie B
La squadra, nel campionato 2005-2006, è composta in gran parte dagli artefici della promozione e si segnala per le vittorie contro Torino e il Brescia. Alla fine del girone d'andata, il Rimini si trova a ridosso della zona play-off, me nel girone di ritorno il Rimini non riesce a vincere per 14 giornate consecutive (9 pareggi e 5 sconfitte), serie interrotta con la vittoria casalinga con il Crotone. La squadra si ritrova quindi in prossimità dei play-out, ma si salva direttamente grazie al pareggio sul campo del Vicenza e alla vittoria del Catania sull'AlbinoLeffe all'ultima giornata, distaccando di due lunghezze i bergamaschi, coi quali vantava anche superiorità con la classifica avulsa.
Il campionato 2006-2007 vede una squadra rifondata per l'obiettivo play-off. Nella prima giornata del campionato il Rimini conquista un importante risultato, pareggiando per 1-1 con la Juventus, che quel giorno era al suo esordio nella serie cadetta, dopo lo scandalo di Calciopoli. Il 22 dicembre 2006, grazie alla vittoria sullo Spezia allo stadio Romeo Neri per 2-1, il Rimini raggiunge per la prima volta nella sua storia il primo posto della classifica di Serie B, con 33 punti in concomitanza con il Piacenza.

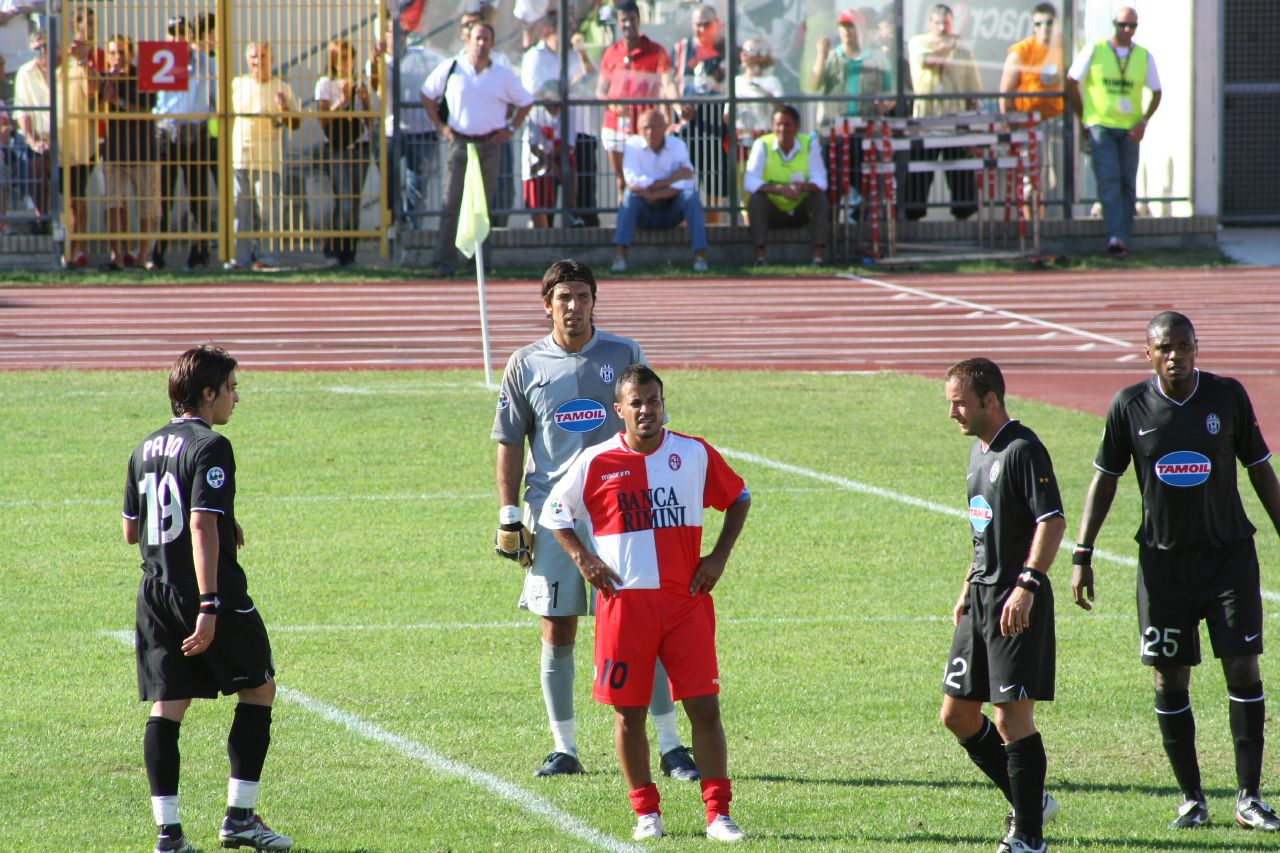
Un frangente di Rimini-Juventus (1-1) nel campionato di Serie B 2006-2007

Il 21 maggio 2007 viene a mancare il patron Vincenzo Bellavista. Nonostante l'ultima partita vinta con il Mantova, i play-off non vengono disputati a causa dell'eccessivo distacco tra il Genoa (terzo classificato a 78 punti) e il Piacenza (quarto classificato a 68 punti). Il Rimini chiude così la stagione al quinto posto con un totale di 67 punti. L'anno seguente, nonostante nuovi record quali cinque vittorie consecutive e i 69 punti in campionato, la squadra biancorossa non raggiunge l'accesso ai play-off per due punti di distacco dalla sesta in graduatoria, il Pisa.
Nel giugno 2008 Leonardo Acori decide di lasciare la panchina riminese dopo sei stagioni, e venne sostituito dall'allenatore in seconda Elvio Selighini. Quest'ultimo sarà poi sostituito da Guido Carboni il 27 aprile 2009, come conseguenza di una flessione che portò la squadra a ridosso della zona retrocessione. All'ultima giornata di campionato il Rimini perde 2-0 nello scontro diretto per la salvezza con il Cittadella, il quale ha come conseguenza il quint'ultimo posto nella classifica finale, costringendo così i biancorossi a disputare i play-out con la quart'ultima: l'Ancona. Nella gara di andata il Rimini passa in vantaggio al 16' con un gol di Biagio Pagano, salvo poi subire il pareggio anconetano di Mastronunzio che segna a pochi minuti dalla fine. In virtù della migliore posizione in campionato, al Rimini basterebbe un pareggio nella sfida casalinga di ritorno, ma la gara di ritorno viene decisa dal colpo di testa di Salvatore Mastronunzio che porta in vantaggio i suoi al 79'. Il risultato non cambierà fino al triplice fischio finale, condannando così il Rimini alla retrocessione in Lega Pro dopo 4 anni di permanenza in Serie B.

### La Lega Pro e la mancata iscrizione
Fallita la possibilità di ripescaggio in Serie B ai danni del Gallipoli, il Rimini si appresta a ricominciare dal girone B di Lega Pro Prima Divisione 2009-2010. Il 3 marzo 2010 l'avvocato Giovanni Boldrini, nel corso di una conferenza stampa nelle vesti di portavoce della Cocif, annuncia il disimpegno dell'azienda longianese nei confronti della squadra.. Nonostante le delicate vicende extra-campo, il Rimini di mister Mauro Melotti riesce a centrare all'ultima giornata un posto nei play-off, da cui verrà eliminato in semifinale dal Verona (sconfitta 0-1 in casa e pareggio 0-0 in trasferta). Nel frattempo Boldrini conferma la disponibilità della proprietà a intavolare trattative con eventuali acquirenti interessati ad assumere la gestione del club. Tuttavia il 30 giugno 2010 la Cocif comunica che le trattative per la vendita della società sono fallite e che dunque il Rimini non si iscriverà al campionato di Lega Pro Prima Divisione 2010-2011. La società cesserà poi definitivamente di esistere il 3 ottobre 2011 quando la FIGC, con un comunicato ufficiale, ne revocherà l'affiliazione per cessazione di tutte le attività.

### L'A.C. Rimini 1912
Successivamente alla mancata iscrizione in Lega Pro, l'imprenditore riminese Biagio Amati acquista il settore giovanile dell'ormai ex Rimini Calcio. Nasce così una nuova società: l'AC Rimini 1912, che il 5 agosto 2010 acquista dalla vecchia proprietà il marchio Rimini Calcio e il dominio riminicalcio.com. Dopo essere fallite le speranze di ripescaggio in Lega Pro Seconda Divisione per le mancate iscrizioni di altre società, viene successivamente iscritta in soprannumero alla Serie D sfruttando l'art. 52 comma 10 delle NOIF (Norme Organizzative Interne Federali) della FIGC. Sorteggiato nel girone F di Serie D, il Rimini conclude al campionato al terzo posto, dietro al Santarcangelo e al Teramo. Il 26 giugno 2011 vince i play-off di Serie D battendo ai rigori sul campo neutro di Terni per 3-1 la Turris in finale, posizionandosi quindi al primo posto nella lista dei ripescaggi. Il 4 agosto 2011 il Consiglio Federale delibera il ripescaggio in Lega Pro Seconda Divisione. Nella stagione 2011-2012, la squadra lotta a lungo per la promozione, toccando anche il primo posto, ma cala nel finale e finisce sesta, qualificandosi comunque per i play-off. Qui viene eliminato dal Cuneo, pareggiando 0-0 l'andata in casa e perdendo 1-0 il ritorno in trasferta.
Nella stagione 2012-2013 il Rimini risiede perlopiù nei bassifondi della classifica: D'Angelo rassegna le dimissioni poi respinte dalla società, ma la squadra termina al 14º posto, che consente la disputa dei play-out. La retrocessione viene evitata dopo il doppio confronto in semifinale col Vallée d'Aoste, e le due vittorie in finale col Gavorrano.
Nella stagione 2013-2014 arriva tredicesimo, ma a causa della riforma della Lega Pro che porta all'unificazione delle due divisioni in un nuovo campionato unico, le retrocessioni vengono aumentate a nove per girone, e il Rimini è costretto alla retrocessione in Serie D, mentre Fabrizio De Meis si era avvicinato a Biagio Amati nel ruolo di patron.
Nella stagione 2014-2015 il Rimini si trova a dover affrontare il girone D del campionato di Serie D. Dopo un inizio altalenante, la squadra, guidata dal presidente Fabrizio De Meis e dall'allenatore Marco Cari e, trascinata dalle 30 reti del bomber toscano Manuel Pera e da capitan Adrián Ricchiuti, conquista la matematica promozione con 4 giornate di anticipo il 12 aprile, battendo per 2-0 la Thermal Abano Teolo (a segno Ricchiuti e Torelli) davanti a 5000 persone. Il Rimini riconquista la Lega Pro dopo appena 11 mesi dalla retrocessione della stagione precedente.
L'esperienza si conclude tuttavia già nel 2016, allorché la squadra, nuovamente entrata in difficoltà socio-finanziarie, viene estromessa dalla terza serie e radiata dalla FIGC.

### La nascita del Rimini Football Club
Dopo la mancata iscrizione al campionato di Lega Pro 2016-2017, la tradizione sportiva passa al neonato Rimini Football Club Società Sportiva Dilettantistica, che rileva il logo del club cessato e, sfruttando nuovamente l'art. 52 comma 10 della FIGC, si iscrive in sovrannumero al campionato regionale di Eccellenza; alla presidenza accede l'ex calciatore Sergio Santarini, mentre in panchina arriva il tecnico Alessandro Mastronicola.
Nonostante un inizio di preparazione tardivo rispetto alle altre compagini del girone, dati i tempi necessari per la ricostituzione e riorganizzazione societaria (e le relative difficoltà), la stagione vede i "nuovi" biancorossi (forti di una rosa d'alto profilo, guidata dal capitano Adrián Ricchiuti) dominare il campionato: nel girone di ritorno il Rimini inanella in particolare 21 risultati utili consecutivi (dei quali 17 vittorie), sigillando il proprio primato con un totale di 98 punti conquistati. Capitan Ricchiuti raggiunge il record di presenze nella storia biancorossa, mentre Alex Buonaventura si aggiudica il titolo di capocannoniere del campionato con 28 reti. La stagione si conclude poi con la vittoria della fase regionale di Coppa Italia Dilettanti e della Supercoppa emiliano-romagnola.
Promosso in Serie D per la stagione 2017-2018, il Rimini viene affidato all'allenatore Simone Muccioli, il quale però viene esonerato il 4 dicembre con la squadra seconda in classifica a un punto dal Fiorenzuola. La scelta si rivela fruttuosa, giacché sotto la guida del subentrante Gianluca Righetti il Rimini inanella una serie di risultati utili consecutivi che lo conducono a insediarsi autorevolmente in vetta al raggruppamento e infine a conseguire la matematica promozione in Serie C già il 15 aprile (con tre giornate d'anticipo sulla fine della regular season), grazie alla vittoria casalinga per 3-2 contro il Romagna Centro e alla concomitante sconfitta esterna dell'Imolese (seconda in classifica).
Il ritorno fra i professionisti si rivela però piuttosto travagliato dal punto di vista dei risultati sportivi, ne sono testimonianza anche i numerosi avvicendamenti in panchina: dal confermato Righetti si passa infatti al nuovo ritorno a Rimini di Acori, poi alla promozione del vice Martini e infine all'arrivo di Petrone. All'ultima giornata del campionato di Serie C 2018-2019 la squadra riesce a evitare l'ultimo posto in classifica e la retrocessione diretta, ma si ritrova costretta a disputare i play-out. La sconfitta di misura della gara di andata contro la Virtus Verona viene ribaltata con la vittoria nella sfida di ritorno al Romeo Neri, arriva così una salvezza sul campo al termine di una stagione complicata. Il campionato 2019-2020 si rivela altrettanto difficile dal punto di vista dei risultati sportivi, ma l'ultima partita di quel torneo la si disputa a febbraio a causa della pandemia di COVID-19: nonostante mancassero 11 giornate da giocare, il Consiglio Federale della FIGC a giugno decreta la retrocessione della squadra all'ultimo posto in classifica in quel momento, condannando di fatto il Rimini alla Serie D.
Nel luglio del 2020 la società viene ceduta da Giorgio Grassi ad Alfredo Rota.
Nella stagione 2021-2022 della Serie D, vince il girone D, ottenendo inoltre numerosi elogi per la proposta di un gioco offensivo inconsueto per la categoria, fondato essenzialmente sul 4-3-3. Esce al primo turno della Coppa Italia Serie D, e nella prima fase della Poule Scudetto.
Nell’estate del 2023 la società viene venduta a Stefano Petracca, imprenditore nel campo sanitario, e dopo un mercato svolto in ritardo, la squadra viene affidata a Diego Raimondi (ex collaboratore di Mihajlović al Bologna). La stagione partì subito in salita, con i biancorossi che perdono all'esordio in casa contro l'Arezzo; questa prima sconfitta fu accompagnata da un inizio terribile (4 punti in appena 7 giornate), accompagnato una serie di sconfitte talvolta anche pesanti (come il derby perso 5-2 in casa del Cesena). Sconfitte queste che costarono la panchina a Raimondi, che viene sostituito da Emanuele Troise ad ottobre 2023. All'arrivo dell'allenatore campano i romagnoli erano il fanalino di coda del girone B di Serie C: tuttavia la stagione dei biancorossi si svoltò completamente, riuscendo a raggiungere i play-off fino al secondo turno preliminare, dove i biancorossi pareggiano 0-0 sul campo del Perugia. Percorso totalmente diverso invece in coppa, dove il Rimini si arrenderà solo in semifinale contro il Catania dopo aver eliminato avversarie blasonate come Perugia, Cesena e Vicenza.

## Colori e simboli

### Colori

Una formazione riminese della stagione 1974-1975 in campo con una seconda maglia verde

I colori sociali del Rimini sono il bianco e il rosso, che nel 1916 sostituirono le originali tinte bianche e verdi utilizzate nel primo quadriennio di vita del club. Sulle maglie i due colori appaiono disposti in un disegno a quarti.

### Simboli ufficiali

#### Stemma
Lo stemma della squadra, nel suo ultimo restyling (datato 2015), è uno scudo sannitico diviso in tre settori. Sulla sinistra è presente la croce bianca su sfondo rosso, simbolo cittadino, sormontata da un pallone da calcio vecchio stile (a 12 strisce rettangolari cucite). In capo alla metà destra dello scudo è riportato il nome Rimini Calcio, scritto in caratteri stampatelli neri, sovrastante due monumenti cittadini, l'arco di Augusto e il ponte di Tiberio, disegnati in nero su sfondo bianco.
Precedentemente l'emblema sociale (adottato nel 1995) era un doppio ancile concentrico diviso verticalmente in due campi: a sinistra era raffigurato l'arco di Augusto, mentre sulla destra appariva una croce rossa. Il tutto era racchiuso da una corona rossa contenente la denominazione societaria, scritta a lettere bianche, con l'anno di fondazione collocato in un piccolo ovale bianco nella parte inferiore dello scudo.

#### Inno
L'inno ufficiale è Rimini Vai!, scritto da Giuseppe Ghinelli e musicato dal maestro Franco Morri. A interpretare l'inno ufficiale, dal 1974, vi è la voce di Stefano Pagani.

## Strutture

### Stadio

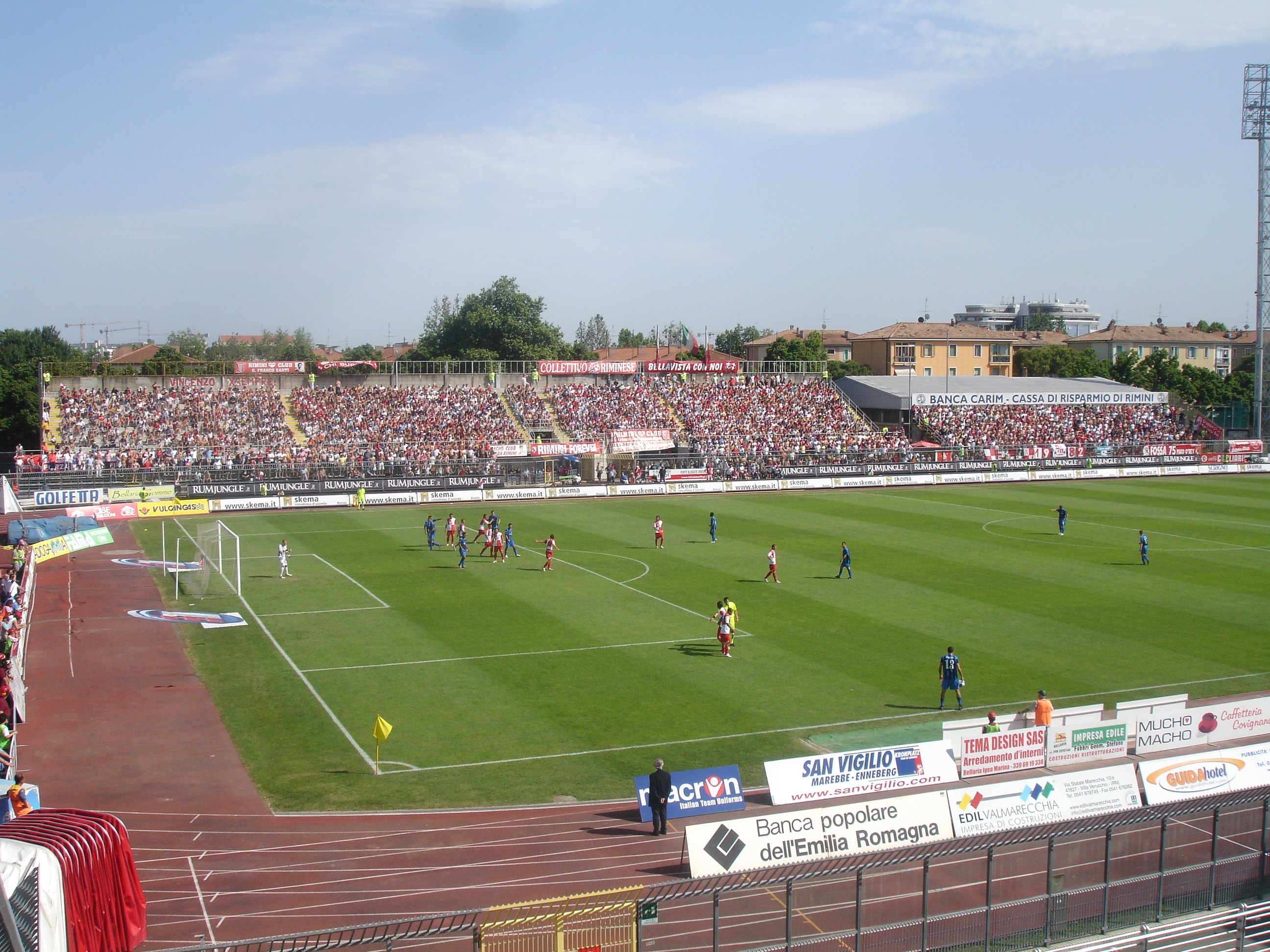
Lo stadio Romeo Neri

In principio il campo da gioco era denominato prato della Sartona, nome derivante dalla contessa Teresa Sartoni, proprietaria del terreno a partire dal 1812.
La decisione di costruire un impianto sportivo al posto dell'ippodromo fu intrapresa nel 1932, con i lavori di costruzione che iniziarono nel gennaio 1933 su progetto dell'ingegner Virginio Stramigioli per poi concludersi circa un anno più tardi. In questa fase furono realizzati il velodromo in cemento e tre tribune (separate tra loro) per un totale di quattromila posti, oltre a tre palestre, pista e pedane per l'atletica, e servizi. La struttura fu intitolata stadio del Littorio.
Al termine della seconda guerra mondiale il nome dello stadio divenne semplicemente Comunale, salvo poi essere intitolato al ginnasta Romeo Neri dopo la sua morte.
Negli anni a seguire furono costruite tribune aggiuntive rispetto al periodo iniziale, con una prima gradinata eretta sull'attuale settore distinti a partire dagli anni cinquanta, e la creazione della curva est negli anni settanta e anni ottanta a ridosso del campo da gioco: successivamente quest'ultimo settore fu eliminato, salvo poi essere ricollocato al di là della pista da atletica nel nuovo millennio.

### Centro di allenamento
Il Rimini svolge gli allenamenti allo stadio Romeo Neri.

## Società

### Organigramma societario
- Stefania Di Salvo - Presidente
- Giuseppe Geria - Direttore generale
- Carlo Cherubini - Club manager
- Marco Mercuri - Segretario generale
- Devid Renzi - Segretario amministrativo
- Matteo Roguletti - Responsabile settore giovanile
- Marco Girometti - Ufficio marketing
- Monia Renzi - Biglietteria

### Sponsor
- 1981-1983 Ennerre
- 1983-1985 Katia Sport
- 1984-1986 Degi
- 1986-1995 Tan Sport
- 1995-2006 Hummel
- 2006-2014 Macron
- 2014-2015 Givova
- 2015-2016 Lotto
- 2016-2023 Macron
- 2023- Givova

### Settore giovanile
Le squadre giovanili del Rimini partecipano ai campionati Primavera 3, Under 17, Under 16, Under 15, Under 14 e Under 13. Tutte le categorie prendono parte ai campionati nazionali di categoria. Nella stagione 2022/2023 il settore giovanile raggiunge l'apice della sua storia recente raggiungendo il salto di categoria con la Primavera (dalla 4 alla 3) e la semifinale scudetto con l'Under 15.

## Allenatori e presidenti
- 1912-1919 ...
- 1919-1922  Raffaele Pericoli
- 1922-1923  Tamburini
- 1923-1928 ...
- 1928-1931 Inattivo
- 1931-1932  Flavio Lombardini
- 1932-1933  Flavio Lombardini e  Alfredo De Lucia
- 1933-1934  Geza Revez
- 1934-1935  Giovanni Sarti (1ª-?ª)
 Ivo Fiorentini (?ª-26ª)
- 1935-1936  Ivo Fiorentini (1ª-?ª)
 Bazzoli (?ª-30ª)
- 1936-1937  Ivo Fiorentini
- 1937-1938  Julio Libonatti (1ª-?ª)
 Giovanni Sartoris (?ª-30ª)
- 1938-1939  Giuseppe Baccilieri
- 1939-1940  Ernesto Guszik
- 1940-1941  Mario Bruno e  Pasquale Viganò
- 1941-1942  Mario Bruno
- 1942-1943  Sándor Peics
- 1943-1945 Inattivo
- 1945-1946  Gastone Boni
- 1946-1948  Giovanni Chiecchi
- 1948-1950  Guido Masetti
- 1950-1951  Gyula Lelovics (1ª-?ª)
 Ferdinando Dal Pont (?ª-38ª)
- 1951-1952  Arnaldo Pantani (1ª-17ª)
 Tosolini (18ª-34ª)
- 1952-1953  Nevio Giangolini
- 1953-1954  Giorgio Fioravanti
- 1954-1955  Giorgio Fioravanti (1ª-?ª)
 Michele Andreolo (?ª-34ª)
- 1955-1956  Michele Andreolo
- 1956-1957  Odo Godoli
- 1957-1958  Giano Pattini (1ª-?ª)
 Aldo Neri (?ª-30ª)
- 1958-1959  Gustavo Fiorini
- 1959-1960  Gustavo Fiorini (1ª-?ª)
 Renato Lucchi (?ª-34ª)
- 1960-1961  Guido Testolina (1ª-8ª)
 Renato Lucchi (9ª-34ª)
- 1961-1962  Renato Lucchi
- 1962-1965  Romolo Bizzotto
- 1965-1966  Gilberto Alvoni
- 1966-1967  Gilberto Alvoni (1ª-?ª)
 Domenico Bosi (?ª-34ª)
- 1967-1968  Domenico Bosi (1ª-?ª)
 Hugo Lamanna (?ª-38ª)
- 1968-1969  Hugo Lamanna (1ª-?ª)
 Walter Gardelli (?ª-38ª)
- 1969-1970  Walter Gardelli
- 1970-1972  Gino Pivatelli
- 1972-1974  Natale Faccenda
- 1974-1975  Antonio Angelillo
- 1975-1976  Cesare Meucci
- 1976-1977  Cesare Meucci (1ª-7ª)
 Helenio Herrera e  Giorgio Perversi (8ª-13ª)
 Angelo Becchetti (14ª-38ª)
- 1977-1978  Osvaldo Bagnoli
- 1978-1979  Giorgio Sereni (1ª-22ª) 
 Giovanni Bonanno e  Helenio Herrera (23ª-30ª)
 Giovanni Bonanno (30ª-38ª)
- 1979-1982  Maurizio Bruno
- 1982-1983  Arrigo Sacchi
- 1983-1984  Giuseppe Materazzi (1ª-15ª)
 Firmino Pederiva (16ª-25ª)
 Giuseppe Materazzi (26ª-34ª)
- 1984-1985  Arrigo Sacchi
- 1985-1986  Sergio Santarini (1ª-14ª)
 Giovanni Seghedoni (15ª-34ª)
- 1986-1987  Osvaldo Jaconi
- 1987-1988  Giancarlo Galdiolo
- 1988-1989  Osvaldo Jaconi (1ª-18ª)
 Loris Pesaresi (19ª-22ª)
 Osvaldo Jaconi (23ª-34ª)
- 1989-1990  Luigi Mascalaito (1ª-?ª)
 Paolo Ferrario (?ª-34ª)
- 1990-1994  Vittorio Spimi
- 1994-1995  Vittorio Spimi (1ª-20ª)
 Adriano Lombardi (21ª-34ª)
- 1995-1996  Ivano Gavella
- 1996-1997  Carlo Florimbi (1ª-6ª)
 Mario Russo (7ª-34ª)
- 1997-1998  Mauro Melotti
- 1998-1999  Mauro Melotti (1ª-23ª)
 Franco Bonavita (24ª-34ª e play-off)
- 1999-2000  Marco Alessandrini (1ª-33ª)
 Elvio Selighini (34ª e play-off)
- 2000-2001  Luciano Zecchini (1ª-9ª)
 Pietro Martini (10ª)
 Claudio Maselli (11ª-34ª e play-off)
- 2001-2002  Franco Bonavita (1ª-14ª)
 Claudio Foscarini (15ª-34ª e play-off)
- 2002-2008  Leonardo Acori
- 2008-2009  Elvio Selighini (1ª-37ª)
 Guido Carboni (38ª-42ª e play-out)
- 2009-2010  Mauro Melotti
- 2010-2013  Luca D'Angelo
- 2013-2014  Marco Osio (1ª-25ª)
 Francesco Buglio (26ª-28ª)
 Marco Osio (29ª-34ª)
- 2014-2015  Salvatore Campilongo (lug.-ago.)
 Marco Cari (1ª-38ª)
- 2015-2016  Alessandro Pane (1ª-7ª)
 Oscar Brevi (8ª-17ª)
 Leonardo Acori (18ª-34ª e play-out)
- 2016-2017  Alessandro Mastronicola
- 2017-2018  Simone Muccioli (1ª-17ª)
 Gianluca Righetti (18ª-38ª)
- 2018-2019  Leonardo Acori (1ª)
 Gianluca Righetti (2ª-8ª)
 Leonardo Acori (9ª-21ª)
 Marco Martini (22ª-32ª)
 Mario Petrone (33ª-38ª e play-out)
- 2019-2020  Renato Cioffi (1ª-15ª)
 Giovanni Colella (16ª-27ª)
- 2020-2021  Alessandro Mastronicola (1ª-13ª)
 Adrián Ricchiuti (14ª)
 Alessandro Mastronicola (15ª)
 Adrián Ricchiuti (16ª-17ª)
 Alessandro Mastronicola (18ª-34ª e play-off)
- 2021-2023  Marco Gaburro
- 2023-2024  Diego Raimondi (1ª-7ª)
 Emanuele Troise (8ª-38ª e play-off)
- 2024-2025  Antonio Buscè
- 2025-   Piero Braglia

- 1912-1919 ...
- 1919-1921  Giuseppe Massani
- 1921-1924 ...
- 1924-1925  Arnaldo Zangheri
- 1925-1926 ...
- 1926-1928  Pio Baiocchi
- 1928-1931 Inattivo
- 1931-1933  Raniero Bocchi
- 1933-1934  Carlo Carli
- 1934-1935  Demetrio Francesconi
- 1935-1936  Ettore Amati
- 1936-1938  Carlo Carli
- 1938-1939  Pio Baiocchi (Comm. straor.)
- 1939-1940  Carlo Carli
- 1940-1941  Aldo Jorio
- 1941-1943  Virgilio Savazzi
- 1943-1945 Inattivo
- 1945-1946  Armando Morri
- 1946-1947  Oripide Rossi
- 1947-1948  Marcello Pivi
- 1948-1949  Landino Fava
- 1949-1950  Marcello Pivi
- 1950-1951  Dante Giovannini
- 1951-1952  Gualtiero Bracconi
- 1952-1956  Armando Morri
- 1956-1958  Luigi Bonizzato
- 1958-1961  Ferruccio Lami
- 1961-1971  Guido Belardinelli
- 1971-1973  Annibale Ambrosini
- 1973-1977  Gilberto Gaspari
- 1977-1979  Bruno Vernocchi
- 1979-1985  Dino Cappelli
- 1985-1987  Gastone Montesi
- 1987-1988  Dino Cappelli (Amm. unico)
- 1988-1991  Marco Lombardi
- 1991-1992  Massimo Restivo
- 1992-1993  Leonardo Sisti
- 1993-1994  Orfeo Bottega (Amm. unico)
- 1994-1997  Ivan Ventimiglia
- 1997-2000  Vincenzo Bellavista
- 2000-2010  Luca Benedettini
- 2010-2013  Biagio Amati
- 2013-2014  Biagio Amati
 Fabrizio De Meis
- 2014-2015  Fabrizio De Meis
- 2015-2016  Fabrizio De Meis
 Angelo Palmas[23]
 Fabrizio De Meis[24]
- 2016-2018  Sergio Santarini
- 2018-2020  Giorgio Grassi
- 2020-2023  Alfredo Rota
- 2023-  Stefania Di Salvo

## Calciatori

### Capitani
- ... (1912-1928)
- Inattivo (1928-1931)
- ... (1931-1943)
- Inattivo (1943-1945)
- ... (1945-?)
- Luca D'Angelo (?-2006)
- Adrián Ricchiuti (2006-2009)
- Alfredo Cardinale (2009-2010)
- Marco Brighi (2010-2014)
- Adrián Ricchiuti (2014-2016)
- Riccardo Martinelli (2016)
- Adrián Ricchiuti (2016-2017)
- Francesco Scotti (2017-2019)
- Manuel Ferrani (2019-2020)
- Andrea Montanari (2020)
- Francesco Scotti (2020-2021)

## Palmarès

### Competizioni nazionali
- Coppa Italia Serie C: 1

2024-2025
- Supercoppa di Lega di Serie C: 1

2005

### Competizioni interregionali
- Serie C1: 1

2004-2005 (girone B)
- Serie C: 2

1947-1948 (girone M), 1975-1976 (girone B)
- Serie D: 3

2014-2015 (girone D), 2017-2018 (girone D), 2021-2022 (girone D)

### Competizioni regionali
- Eccellenza: 1

2016-2017 (girone B)
- Quarta Divisione: 1

1923-1924 (girone D)
- Coppa Italia Dilettanti Emilia-Romagna: 1

2016-2017
- Supercoppa Emilia-Romagna: 1

2016-2017

## Statistiche e record

### Partecipazione ai campionati
Campionati nazionali
| Livello | Categoria                                     | Partecipazioni | Debutto   | Ultima stagione | Totale |
| ------- | --------------------------------------------- | -------------- | --------- | --------------- | ------ |
| 2º      | Serie B                                       | 9              | 1976-1977 | 2008-2009       | 9      |
| 3º      | Prima Divisione                               | 2              | 1933-1934 | 1934-1935       | 49     |
| 3º      | Serie C                                       | 35             | 1935-1936 | 2024-2025       | 49     |
| 3º      | Serie C1                                      | 10             | 1979-1980 | 2004-2005       | 49     |
| 3º      | Lega Pro Prima Divisione                      | 1              | 2009-2010 | 2009-2010       | 49     |
| 3º      | Lega Pro                                      | 1              | 2015-2016 | 2015-2016       | 49     |
| 4º      | Promozione                                    | 1              | 1951-1952 | 1951-1952       | 24     |
| 4º      | IV Serie                                      | 1              | 1954-1955 | 1954-1955       | 24     |
| 4º      | Campionato Interregionale                     | 1              | 1958-1959 | 1958-1959       | 24     |
| 4º      | Serie C2                                      | 14             | 1989-1990 | 2002-2003       | 24     |
| 4º      | Lega Pro Seconda Divisione                    | 3              | 2011-2012 | 2013-2014       | 24     |
| 4º      | Serie D                                       | 4              | 2014-2015 | 2021-2022       | 24     |
| 5º      | Campionato Interregionale - Seconda Categoria | 1              | 1957-1958 | 1957-1958       | 2      |
| 5º      | Serie D                                       | 1              | 2010-2011 | 2010-2011       | 2      |

Campionati regionali
| Livello | Categoria         | Partecipazioni | Debutto   | Ultima stagione | Totale |
| ------- | ----------------- | -------------- | --------- | --------------- | ------ |
| 1º      | Terza Divisione   | 4              | 1924-1925 | 1927-1928       | 11     |
| 1º      | Seconda Divisione | 1              | 1932-1933 | 1932-1933       | 11     |
| 1º      | Prima Divisione   | 1              | 1938-1939 | 1938-1939       | 11     |
| 1º      | Promozione        | 4              | 1952-1953 | 1956-1957       | 11     |
| 1º      | Eccellenza        | 1              | 2016-2017 | 2016-2017       | 11     |
| 2º      | Quarta Divisione  | 2              | 1922-1923 | 1923-1924       | 3      |
| 2º      | Terza Divisione   | 1              | 1931-1932 | 1931-1932       | 3      |

### Partecipazione alle coppe
| Competizione                    | Partecipazioni | Debutto   | Ultima stagione | Totale |
| ------------------------------- | -------------- | --------- | --------------- | ------ |
| Coppa Italia                    | 20             | 1935-1936 | 2009-2010       | 20     |
| Coppa Italia Semiprofessionisti | 5              | 1972-1973 | 1979-1980       | 38     |
| Coppa Italia Serie C            | 28             | 1982-1983 | 2024-2025       | 38     |
| Coppa Italia Lega Pro           | 5              | 2009-2010 | 2015-2016       | 38     |
| Supercoppa di Lega di Serie C   | 1              | 2005      | 2005            | 1      |
| Coppa Italia Serie D            | 4              | 2010-2011 | 2021-2022       | 4      |
| Poule Scudetto                  | 3              | 2014-2015 | 2021-2022       | 3      |
| Coppa Italia Dilettanti         | 1              | 2016-2017 | 2016-2017       | 1      |

### Statistiche di squadra
Secondo le categorie di merito ufficiali della FIGC, il Rimini ha esordito nel calcio professionistico nel 1935. Nelle ottantasei stagioni sportive da allora trascorse, per 81 volte si è iscritto a un campionato nazionale, 72 volte a carattere professionistico e 9 dilettantistico. Di queste settantadue annate, 9 sono state di serie B e 62 di serie C (44 in C e C1 e 17 in C2).

### Statistiche individuali
Il primatista di presenze in campionato con la maglia del Rimini è Gianfranco Sarti (339), davanti ad Adrián Ricchiuti (333) e Giorgio Perversi (284). Considerando anche play-off, play-out e poule scudetto di Serie D, il primatista diverrebbe Ricchiuti con 344 presenze. Ricchiuti è anche il miglior marcatore di sempre (71 reti), seguito da Giordano Cinquetti (60) ed Emanuele Massari (51).
| Record di presenze - 339 Gianfranco Sarti (1966-1978) - 333 Adrián Ricchiuti (gen. 2002-2009, 2014-2015, 2015-gen. 2016, 2016-2017) - 283 Giorgio Perversi (1960-1969) - 258 Romano Scardovi (1959-1968) - 254 Giulio Natali (1968-1976) - 247 Roberto Conti (1962-1972) - 246 Sergio Lucchi (1951-1962) - 230 Francesco Scotti (2011-2014, 2016-gen. 2020, 2020-2021) - 222 Alessandro Mastronicola (ott. 2001-2006, 2010-2012) - 211 Giordano Cinquetti (1973-1976, 1982-1984, 1986-1989) | Record di reti - 71 Adrián Ricchiuti (gen. 2002-2009, 2014-2015, 2015-gen. 2016, 2016-2017) - 60 Giordano Cinquetti (1973-1976, 1982-1984, 1986-1989) - 51 Emanuele Massari (1941-1948) - 47 Alex Buonaventura (2016-2019) - 41 Davide Di Nicola (2001-gen. 2004) - 39 Benito Perfetti (1953-1961) - 33 Giorgio Parma II (1952-1955) - 30 Dante Nardi (1939-1941) - 30 Manuel Pera (2015-2016) - 29 Valerio Spadoni (1970-1972) - 29 Eustorgio Ballardini II (1947-1950) - 29 Luciano Fichera (1948-1951) |

## Tifoseria

### Storia

I tifosi riminesi festeggiano nelle strade della città, nel giugno del 1976, l'approdo in Serie B

Il tifo a Rimini inizia nel 1975 con la Fossa della Morte, alla quale l'anno successivo si affiancherà il Club Sandokan. Nel 1981 in curva est appare per la prima volta lo striscione Red White Supporters, mentre l'anno successivo tutti questi gruppi si uniscono dando vita alla Falange d'Assalto Biancorossa 1982 che guida la curva per venticinque anni fino allo scioglimento avvenuto nel 2007. Altri striscioni presenti in quel periodo sono Potere Ultrà, Fedayn, Scottish Clan, Via Acquario Ghetto, Rimini Korps, Shadwell Group, Gruppo Comodo, Muks, Barafonda, Gruppo Sbornia, Tagliatella Group e Linea Gotica. Dal 2007 al 2013 guida la curva il gruppo Ultras Rimini 1912. Dal 2013 al 2019 il tifo in Curva Est torna a identificarsi con la denominazione Red White Supporters, riprendendo in mano lo striscione degli anni ottanta, contemporaneamente, in balaustra veniva esposto lo striscione Vecchia FAB, gruppo al quale appartenevano i vecchi membri della Falange d'Assalto. In seguito allo scioglimento di questi gruppi, gli ultras biancorossi hanno iniziato a identificarsi con lo striscione Curva Est Rimini.
La curva est non è ideologicamente schierata, sebbene nel corso della sua storia vi siano stati gruppi sia di destra sia di sinistra.

### Gemellaggi e rivalità
La tifoseria riminese intrattiene delle amicizie con quella del Novara, del Cattolica, con i tedeschi del Friburgoe con due tifoserie marchigiane: quelle della Civitanovese e della Sambenedettese.
Le principali rivalità sono nel derby della Romagna con il Cesena, in quella con la Vis Pesaro e con il Teramo, degno di nota anche il rapporto con il Montevarchi dove, dagli anni 90 ad oggi, sussiste una rivalità molto accesa che ha portata a diversi contatti tra valdarnesi e romagnoli nella maggior parte degli incontri tra le 2 squadre, come ad esempio gli scontri nel pre partita del 2018 che portarono numerose diffide da ambedue le parti. 
In genere ci sono rivalità con tutte le tifoserie della Romagna, ovvero con quelle del Ravenna, del Riccione e del Forlì a esclusione del Cattolica, e con tutte quelle emiliane, cioè SPAL, Bologna, Reggiana, Modena e Piacenza nonché tutte quelle marchigiane, quindi Ancona, Maceratese, Ascoli e Fano eccettuate le gemellate Sambenedettese e Civitanovese. Altre rivalità si hanno con le tifoserie della Pistoiese, del Viareggio, dell'Arezzo e del Grosseto. Altri dissapori ci sono con il Gubbio, con la Torres, con lo Spezia e con il Lanciano. Infine ulteriori inimicizie persistono con il Mantova, con la Cremonese e con il Verona. 

## Organico

### Rosa 2025-2026
Aggiornata al 10 agosto 2025
| N. |                       | Ruolo | Calciatore        |
| -- | --------------------- | ----- | ----------------- |
| 1  | Italia (bandiera)     | P     | Leonardo Vitali   |
| 3  | Italia (bandiera)     | D     | Luca Falbo        |
| 4  | Italia (bandiera)     | D     | Gabriele Bellodi  |
| 5  | Italia (bandiera)     | C     | Mattia Fiorini    |
| 6  | Italia (bandiera)     | D     | Matteo Gorelli    |
| 8  | Italia (bandiera)     | C     | Marco Piccoli     |
| 9  | Italia (bandiera)     | A     | Leonardo Ubaldi   |
| 12 | Italia (bandiera)     | P     | Alessandro Bagli  |
| 14 | Gambia (bandiera)     | A     | Sulayman Jallow   |
| 17 | Italia (bandiera)     | C     | Daniel Aruta      |
| 20 | San Marino (bandiera) | D     | Alessandro Fabbri |

| N. |                     | Ruolo | Calciatore          |
| -- | ------------------- | ----- | ------------------- |
| 22 | Italia (bandiera)   | P     | Matteo Pirini       |
| 23 | Lituania (bandiera) | C     | Linas Mėgelaitis    |
| 24 | Italia (bandiera)   | A     | Mattia Mini         |
| 28 | Italia (bandiera)   | D     | Gianluca Longobardi |
| 30 | Italia (bandiera)   | C     | Alessandro De Vitis |
| 33 | Italia (bandiera)   | C     | Christian Langella  |
| 70 | Italia (bandiera)   | A     | Mattia Rubino       |
| 80 | Italia (bandiera)   | C     | Marco Garetto       |
| 97 | Italia (bandiera)   | A     | Giacomo Parigi      |
| 98 | Italia (bandiera)   | D     | Tomas Lepri         |

### Staff tecnico
- Filippo D'Alesio - Allenatore
- Vasco Regini - Vice allenatore
- Deno Bonopera - Preparatore dei portieri
- Alberto Galdiolo - Preparatore atletico
- Pasquale Contento - Medico sociale
- Luca Marcantonio - Medico
- Andrea Acciarri - Fisioterapista
- Andrea Frattaruolo - Fisioterapista
- Sara Bezzi - Nutrizionista
- Andrea Fabbri - Magazziniere
- Erio Lazzarini - Magazziniere